# Nanda Vigo
Nanda Vigo née à Milan en 1936, morte le 16 mai 2020 est une architecte et designeuse italienne. Elle fait partie de l'avant garde artistique des années 60-70.

## Biographie
Nanda Vigo est née à Milan en 1936 dans une famille d’origines française et austro-hongroise. À l’âge de 7 ans, Nanda Vigo est subjuguée par les jeux de lumière de la Casa Del Fascio de Giuseppe Terragni qu'elle visite à Côme. Nanda Vigo s’inscrit à l’École polytechnique fédérale de Lausanne et devient architecte. Elle travaille dans le studio de Frank Lloyd Wright, à Taliesin West.
En 1959, elle rentre en Italie. Elle ouvre son agence à Milan. Elle est proche des membres italiens du groupe ZERO. Entre 1959 et 1962, elle réalise son premier projet la Casa Pellegrini, rebaptisée Zero House. Lucio Fontana et Enrico Castellani collaborent à ce projet. Les idées du groupe ZERO sont mises en pratique : lumière blanche, décor blanc, utilisation du verre, de l'aluminium et des miroirs.
En 1959, elle remporte un concours public pour le cimetière de Rozzano. La ville de Rozzano doit agrandir son cimetière mais n'a pas d'espace pour le faire. Nanda Vigo propose une solution radicale et novatrice : la construction de deux tours identiques de vingt étages avec des ascenseurs au centre et un belvédère sur le toit. Le monument offre 14 480 sépultures. Le projet n'aboutit pas.
En 1959, elle rencontre Piero Manzoni. Ils forment un couple très proche. Toutefois, il lui interdit de travailler en déclarant « nous ne sommes pas la famille Curie. L’artiste, c’est moi, toi, tu restes à la maison ». Elle l'accompagne dans tous ses projets. Il meurt prématurément en 1963.
En 1964, Lucio Fontana et Nanda Vigo qui n'ont pas cessé de travailler ensemble sont invités à la Triennale de Milan. Ils réalisent Utopie. Il s'agit d'un espace immersif qui modifie la perception du visiteur. Le sol ondulé est recouvert d'une moquette rouge. Les murs sont en aluminium rouge et en verre imprimé. Des néons diffusent une lumière rosée.
En 1964, Nanda Vigo définit le Manifeste du Chronotope. Elle conceptualise ses recherches expérimentales sur les perceptions des formes et des espaces à travers le verre et le néon.
En 1964, Nanda Vigo est invitée par Giò Ponti pour la Quadriennale de Rome. Elle réalise un labyrinthe chronotopique. Cette fois c'est la couleur verte qui domine.
De 1964 à 1966, Nanda Vigo participe aux expositions ZERO, les plus significatives. Pour faire connaître les artistes, elle organise les expositions du groupe en Italie. L'aventure du groupe ZERO prend fin en 1966. En 2011, elle organise une rétrospective Italian Zero et Avant garde qui se tient à Moscou.
À partir de 1967, Nanda Vigo construit des ambiances chronotopiques. Il s'agit d'unités de verre texturé dans un cadre métallique tubulaire. Elle empile ou regroupe ces éléments sculpturaux pour délimiter des zones ou créer de nouveaux espaces.
En 1974, Nanda Vigo reçoit le New York Award for Industrial Design pour son lampadaire Golden Gate. Il s'agit d'une arche d’acier de deux mètres en aluminium autour d'un néon.
En 2022, le Musée des Arts décoratifs et du Design de Bordeaux organise une rétrospective. Plusieurs espaces, disparus sont recréés afin de montrer la dimension expérimentale du travail de Nanda Vigo. En octobre 2022, La Biennale de Venise 2022 lui rend hommage.

## Rétrospectives
- mouvement ZERO, musée Guggenheim, New York, 2014
- Des œuvres habitées par des œuvres, galerie d’exposition d’Iris Ceramica, 2015
- Nanda Vigo, l'espace intérieur, MADD, Bordeaux, 2022

## Prix
- New York Award for Industrial Design, pour le lampadaire Golden Gate, 1974[8]
- prix Saint-Gobain, pour ses réalisations en verre, 1976[9]

## Galerie

Casa museo Remo Brindisi
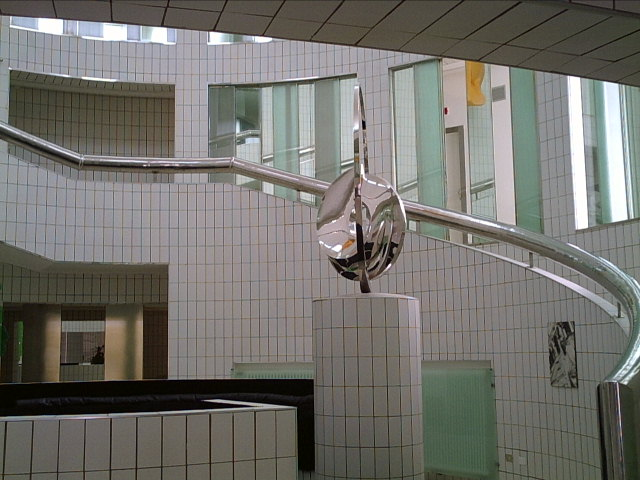
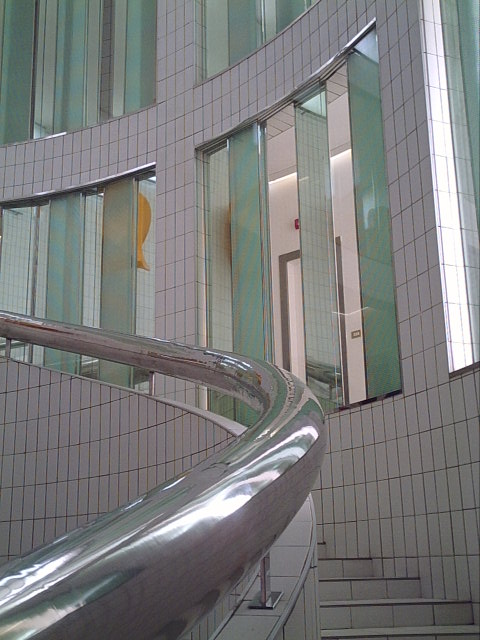
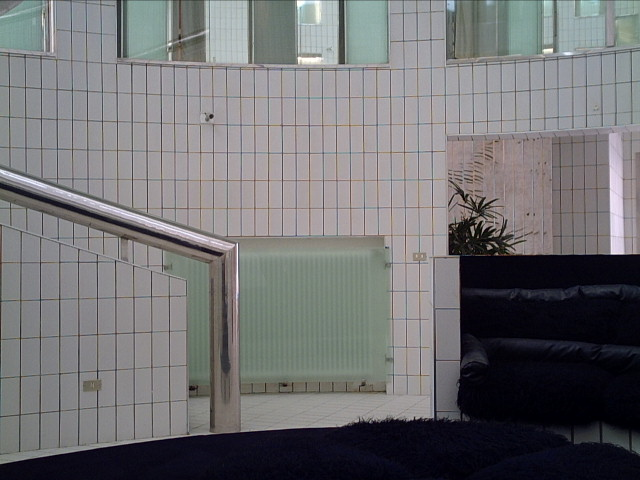
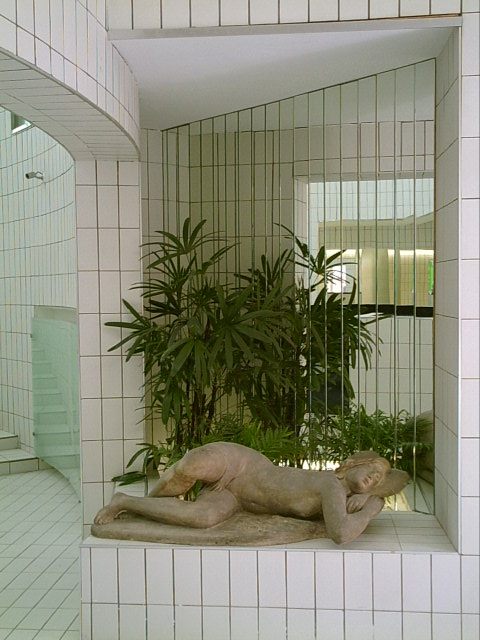
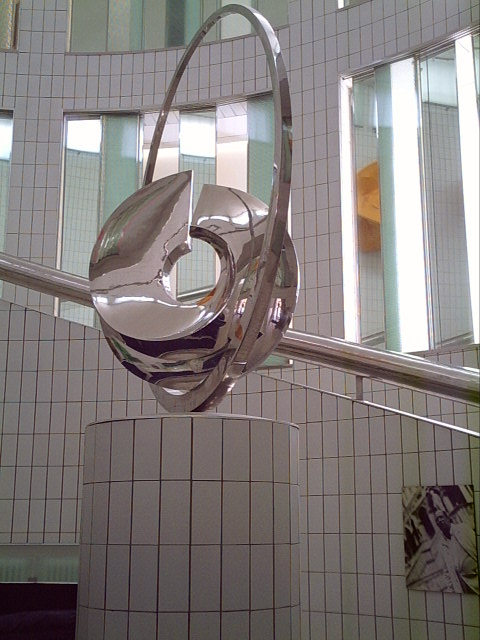